# Nicella goreaui
Nicella goreaui is een zachte koraalsoort uit de familie Ellisellidae. De koraalsoort komt uit het geslacht Nicella. Nicella goreaui werd in 1973 voor het eerst wetenschappelijk beschreven door Bayer. 